# Arrondissement de Toulouse
O Arrondissement de Toulouse ou Arrondissement de Tolosa é uma divisão administrativa francesa, localizada no departamento do Alto Garona e a região de Midi-Pireneus.

## Composição
Lista de cantões do arrondissement de Toulouse :

### Antes de 2015
- cantão de Blagnac;
- cantão de Cadours;
- cantão de Caraman;
- cantão de Castanet-Tolosan;
- cantão de Fronton;
- cantão de Grenade;
- cantão de Lanta;
- cantão de Léguevin;
- cantão de Montastruc-la-Conseillère;
- cantão de Montgiscard;
- cantão de Nailloux;
- cantão de Revel;
- cantão de Toulouse-1 e antigo cantão de Toulouse-Centre;
- cantão de Toulouse-2 e antigo cantão de Toulouse-Sud;
- cantão de Toulouse-3 e antigo cantão de Toulouse-Ouest;
- cantão de Toulouse-4;
- cantão de Toulouse-5 e antigo cantão de Toulouse-Nord;
- cantão de Toulouse-6;
- cantão de Toulouse-7;
- cantão de Toulouse-8;
- cantão de Toulouse-9;
- cantão de Toulouse-10;
- cantão de Toulouse-11;
- cantão de Toulouse-12;
- cantão de Toulouse-13;
- cantão de Toulouse-14;
- cantão de Toulouse-15;
- cantão de Tournefeuille;
- cantão de Verfeil;
- cantão de Villefranche-de-Lauragais;
- cantão de Villemur-sur Tarn.

### A partir de 2015
A tabela a seguir mostra a distribuição dos cantões e as seus comunas por arrondissement:
| N° | Cantão             | Muret | Toulouse               |
| -- | ------------------ | ----- | ---------------------- |
| 3  | Blagnac            |       | 6                      |
| 4  | Castanet-Tolosan   |       | 15                     |
| 5  | Castelginest       |       | 10                     |
| 7  | Escalquens         | 1     | 34                     |
| 8  | Léguevin           |       | 36                     |
| 10 | Pechbonnieu        |       | 26                     |
| 11 | Plaisance-du-Touch | 9     | 1                      |
| 13 | Revel              |       | 59                     |
| 15 | Toulouse-1         |       | fração de Toulouse     |
| 16 | Toulouse-2         |       | fração de Toulouse     |
| 17 | Toulouse-3         |       | fração de Toulouse     |
| 18 | Toulouse-4         |       | fração de Toulouse     |
| 19 | Toulouse-5         |       | fração de Toulouse     |
| 20 | Toulouse-6         |       | fração de Toulouse     |
| 21 | Toulouse-7         |       | 3 + fração de Toulouse |
| 22 | Toulouse-8         |       | 1 + fração de Toulouse |
| 23 | Toulouse-9         |       | 2 + fração de Toulouse |
| 24 | Toulouse-10        |       | 9 + fração de Toulouse |
| 25 | Toulouse-11        |       | 1 + fração de Toulouse |
| 26 | Tournefeuille      |       | 3                      |
| 27 | Villemur-sur-Tarn  |       | 19                     |
|    |                    |       | 226                    |